# Downtown Train
Downtown Train é a sexta compilação do cantor Rod Stewart, lançado a 6 de Março de 1990. 
A faixa que dá nome ao album é um original de Tom Waits

## Faixas
1. "Stay With Me" – 4:38
2. "Tonight's the Night (Gonna Be Alright)" – 3:56
3. "The Killing of Georgie (Part I and II)" – 6:27
4. "Passion" – 5:32
5. "Young Turks" – 5:02
6. "Infatuation" – 5:13
7. "People Get Ready" – 4:53
8. "Forever Young" – 4:04
9. "My Heart Can’t Tell You No" – 5:13
10. "I Don't Want to Talk About It" – 4:53
11. "This Old Heart of Mine (Is Weak for You)" – 4:11
12. "Downtown Train" – 4:39

## Desempenho nas paradas
| Paradas (1990) | Posição |
| -------------- | ------- |
| Billboard 200  | 20      |